# Cicindela puritana
Cicindela puritana este o specie de insecte coleoptere din genul Cicindela, familia Carabidae. Specia a fost descrisă de G. Horn în anul 1871 și este clasificată de IUCN ca fiind specie în pericol. Nu are subspecii cunoscute.